# 3034 Climenhaga
3034 Climenhaga è un asteroide della fascia principale. Scoperto nel 1917, presenta un'orbita caratterizzata da un semiasse maggiore pari a 2,3243579 UA e da un'eccentricità di 0,2099212, inclinata di 4,92145° rispetto all'eclittica.
L'asteroide è dedicato all'astronomo canadese John L. Climenhaga.